# おじょうさまカンパニー
『おじょうさまカンパニー』は、富沢珠緒による日本の漫画作品。

## 概要
『なかよし』（講談社）において、1990年に連載された。

## 書誌情報
富沢珠緒 『おじょうさまカンパニー』 講談社〈講談社コミックスなかよし〉、全1巻
- 1巻、1990年11月6日発行、ISBN 4-06-178674-1